# Dieudonné Ntep
Dieudonné Ntep (nascido em 28 de dezembro de 1959) é um ex-ciclista olímpico camaronês. Ntep representou o seu país durante os Jogos Olímpicos de Verão de 1984, em Los Angeles.